# Sulphur Dell Park
Le Sulphur Dell est un ancien stade de baseball, d'une capacité de 8500 places, situé à Nashville, dans l'État américain du Tennessee. Construit en 1870, il a été de 1901 à 1963 le domicile des Vols de Nashville, club de baseball mineur ayant évolué en Southern Association. Le stade est démoli en 1967.
Le terrain vierge, appartenant à la ville, va accueillir un nouveau stade de baseball en vue d'en faire le domicile des Sounds de Nashville. Le nouveau stade, d'une capacité identique à l'ancien stade, sera achevé pour la saison 2015 de la Ligue de la côte du Pacifique.